# Punta Chacao
Punta Chacao (spanisch) ist eine Landspitze von Deception Island im Archipel der Südlichen Shetlandinseln. Am Nordwestufer des Port Foster markiert sie die südliche Begrenzung der Einfahrt zur Telefon Bay.
Wissenschaftler der 1. Chilenischen Antarktisexpedition (1946–1947) benannten sie am 22. Januar 1947 nach dem Chacao-Kanal in Chile.